# Hermann Silwedel
Gustav Hermann Silwedel (toen: Hohenwalde, Kreis Landsberg, nu: Wysoka, gemeente Lubiszyn, 19 maart 1877 – toen: Landsberg an der Warthe, nu: Gorzów Wielkopolski, 10 mei 1936) was een Duits componist, dirigent en muziekuitgever.

## Levensloop
Silwedel richtte straks na zijn muzikale opleiding een muziekuitgave en drukkerij („Hermann Silwedel – Musikalien-Verlag und Druckerei“) in Landsberg an der Warthe, nu: Gorzów Wielkopolski op. Naast zijn eigen werken voor orkest, harmonieorkest en kamermuziek werden ook werken van andere componisten gepubliceerd. Onder andere is in deze uitgave de originele mars Alte Kameraden van Carl Teike publiceerd. Aanvankelijk was hij een componist die niet over de regio bekend werd. Later werden zijn strijk- en blaasmuziekwerken in heel Duitsland bekend. 

## Composities

### Werken voor orkest
- 1920 Gelegenheitsheft Nr. 1, voor strijkorkest
- 1920 Landsberger Konzert - Heft No. 1, voor strijkorkest
- 1920 Landsberger Konzert - Heft No. 2, voor strijkorkest
- 1921 Beim Wein, Rheinländer
- 1921 Sirenen-Walzer
- 1935 Landsberger Konzert-Album Nr. 4, voor strijkorkest

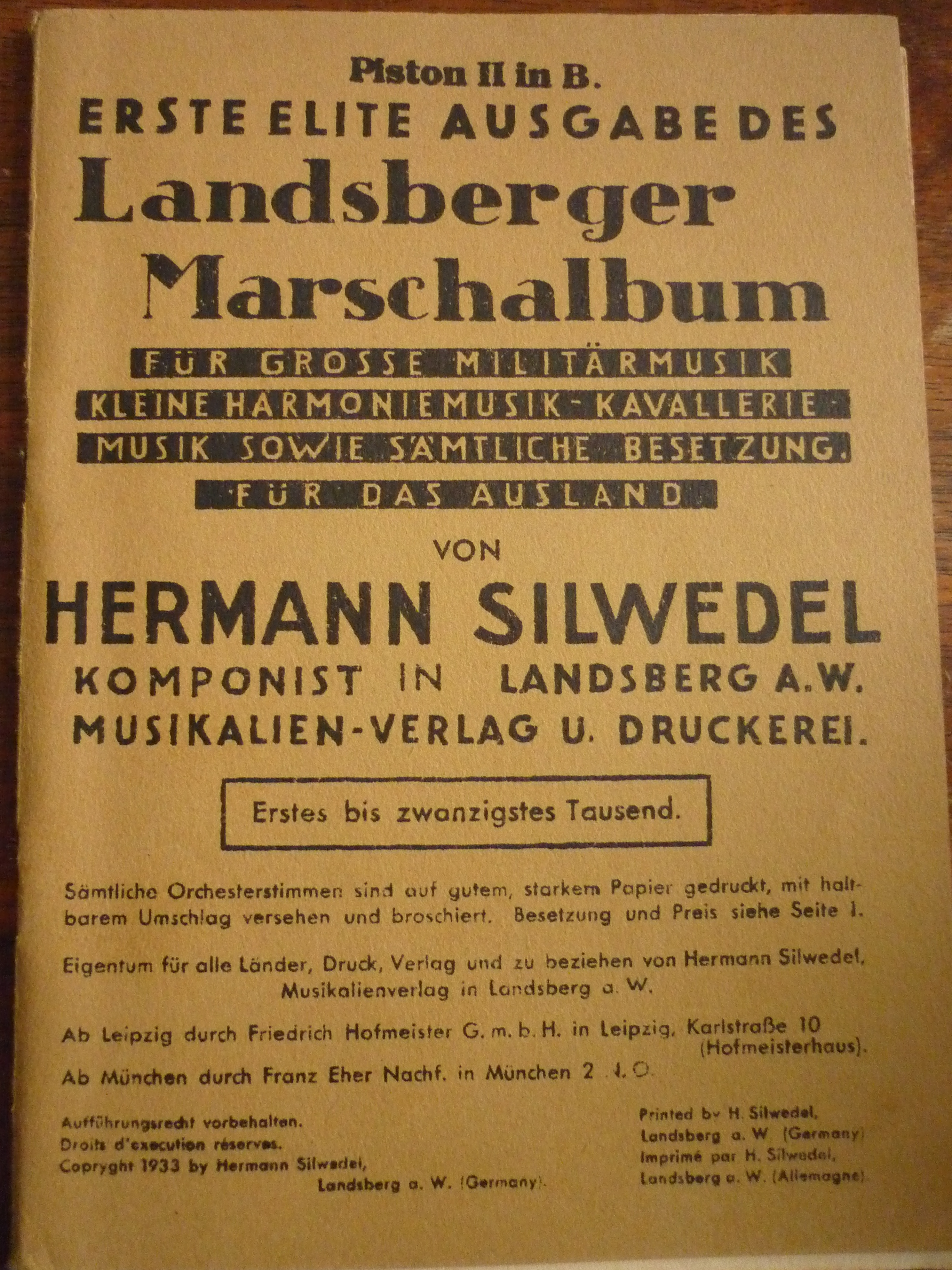
titelpagina van het "Landsberger Marschalbum"

### Werken voor harmonieorkest

#### Concertwerken
- 1922 Eröffnungs-Ouvertüre
- 1926 Konzert-Ouvertüre
- 1927 Zukunftsbilder, ouverture
- 1928 Festouvertüre
- Das Mutterherz, wals
- Landsberger Balltänze, voor harmonieorkest
- Landsberger Dans-Album 1-2
- Landsberger Dans-Album 3-4
- Landsberger Dans-Album 5-6
- Landsberger Marschalbum
- Ouverture characteristique

#### Marsen
- All Heil
- An Bord, mars
- An Bord SMS "Fürst Bismarck"
- Andreas Hofer
- Ans Vaterland, ans Teure
- Auf Wiederseh'n
- Aus Deutschlands guten Tagen
- Bavaria
- Brüder in Zechen und Gruben
- Das wandern ist des Müllers Lust
- Demay
- Der große König "Fridericus Rex"
- Der letzte Weg, treurmars
- Der Tag von Potsdam

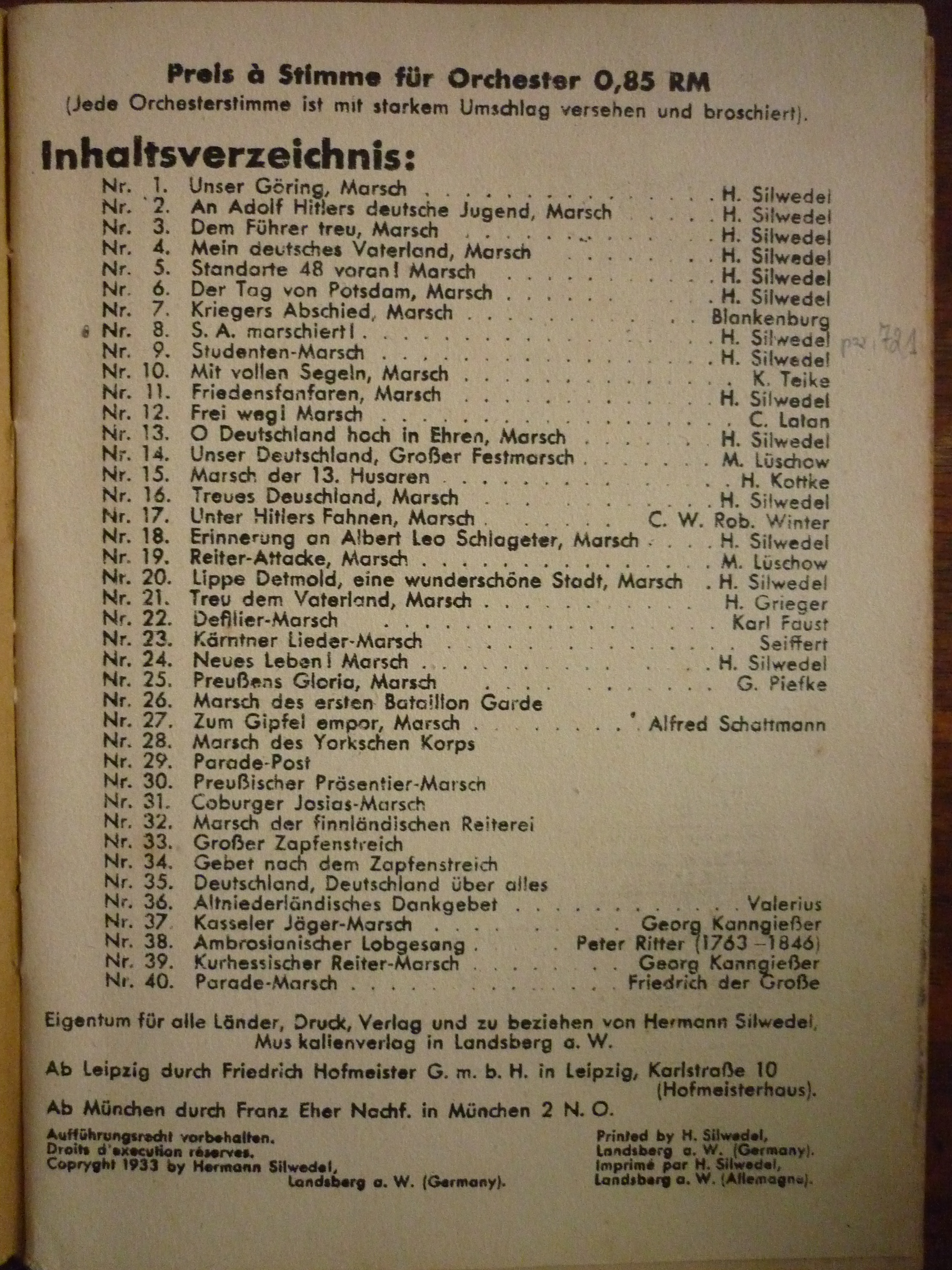
Inhoudslijst van het "Landsberger Marschalbum"

- Deutsches Herz, verzage nicht, mars
- Deutschlands Zukunft
- Ein Gruß den deutschen Truppen
- Ein Hoch den Schutzenbrudern, mars
- Erinnerung an Zürich
- Fliegergruß
- Friedensfanfaren
- Frühlingsjubel
- Fürs Vaterland
- Fürst Bülow
- Gewagt - gewonnen
- Glück auf
- Gruss an Europa, mars
- Heimwehr, mars
- Hochzeitsfest
- Hurra Germania
- Ich hatt' einen Kameraden, treurmars
- Im Krug zum grünen Kranze
- In Reih und Glied
- Jubliläums-Fest-Marsch
- Krieger
- Kriegskameraden
- Leibjäger
- Letzter Gruß, treurmars
- Lieb Heimatland
- Lippe Detmold, eine wunderschöne Stadt
- Manöverleben
- Matrosen
- Mein deutsches Vaterland
- Mein Gruß
- Mit Herz und Hand
- Neues Leben
- O Deutschland hoch in Ehren, mars
- Orpheum
- Paradeklänge
- Patriotischer Fest-Marsch
- Ruhe in Gott, treurmars
- Schneidige Kavallerie
- Siegesklange, mars
- Sportkameraden, mars
- Studentenmarsch
- Unsere Heldensöhne
- Unsere Pioniere
- Unter Trauerfahnen, treurmars
- Vergeßt die Toten nicht, treurmars
- Viktoria, mars
- Wanderlust
- Zur Fahnenweihe